# Ornorectes cristatus
Il pitoui crestato (Ornorectes cristatus (Salvadori, 1875)) è un uccello passeriforme, unica specie nota del genere Ornorectes Iredale, 1956.

## Etimologia
Il nome scientifico del genere, Ornorectes, deriva dall'unione della parola greca ορνυω (ornuō, "richiamare") con Recte, sinonimo di Pitohui: il nome della specie, cristatus, è un riferimento alla cresta frontale.

## Descrizione

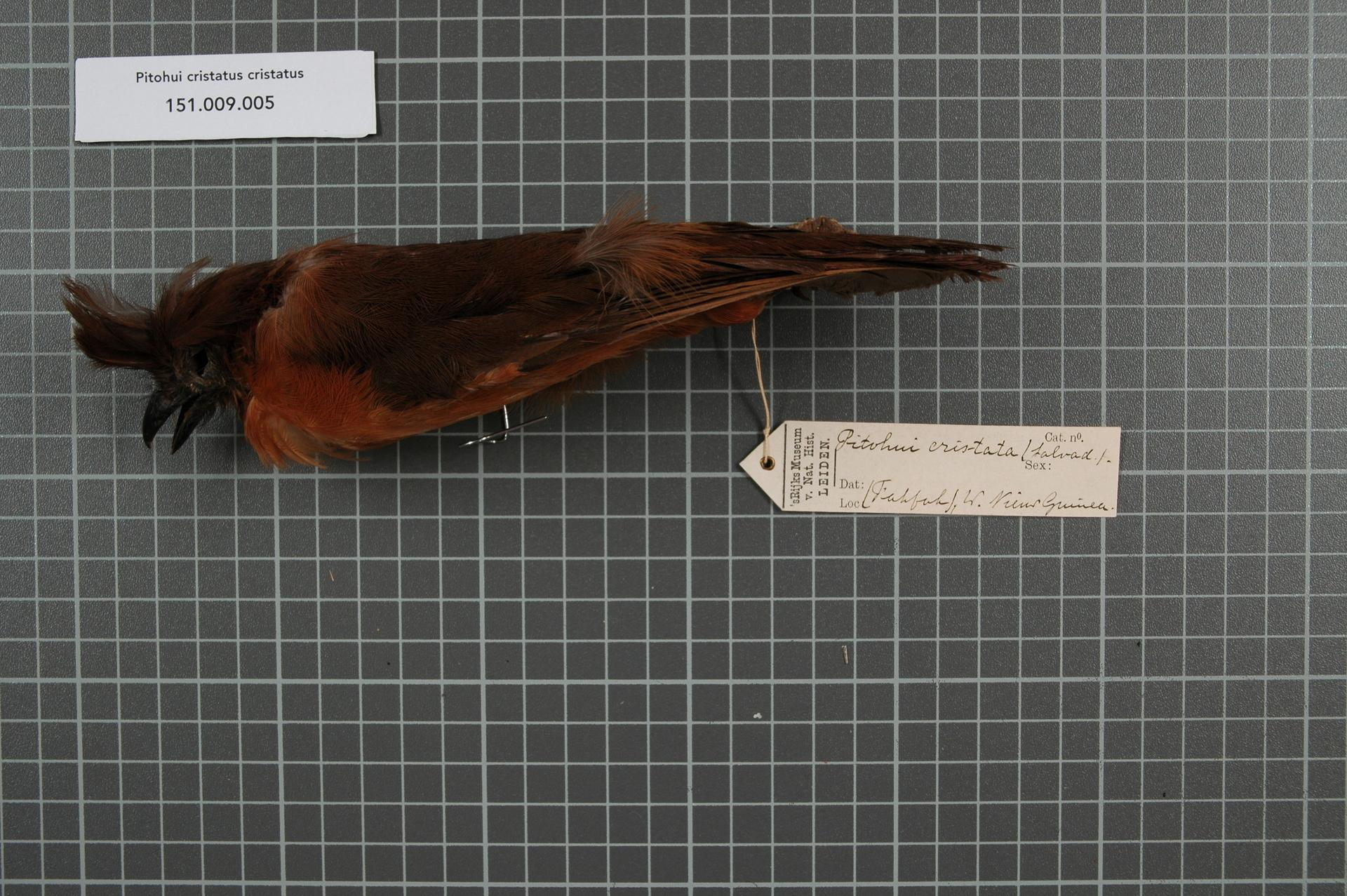
Visione laterale di esemplare impagliato.

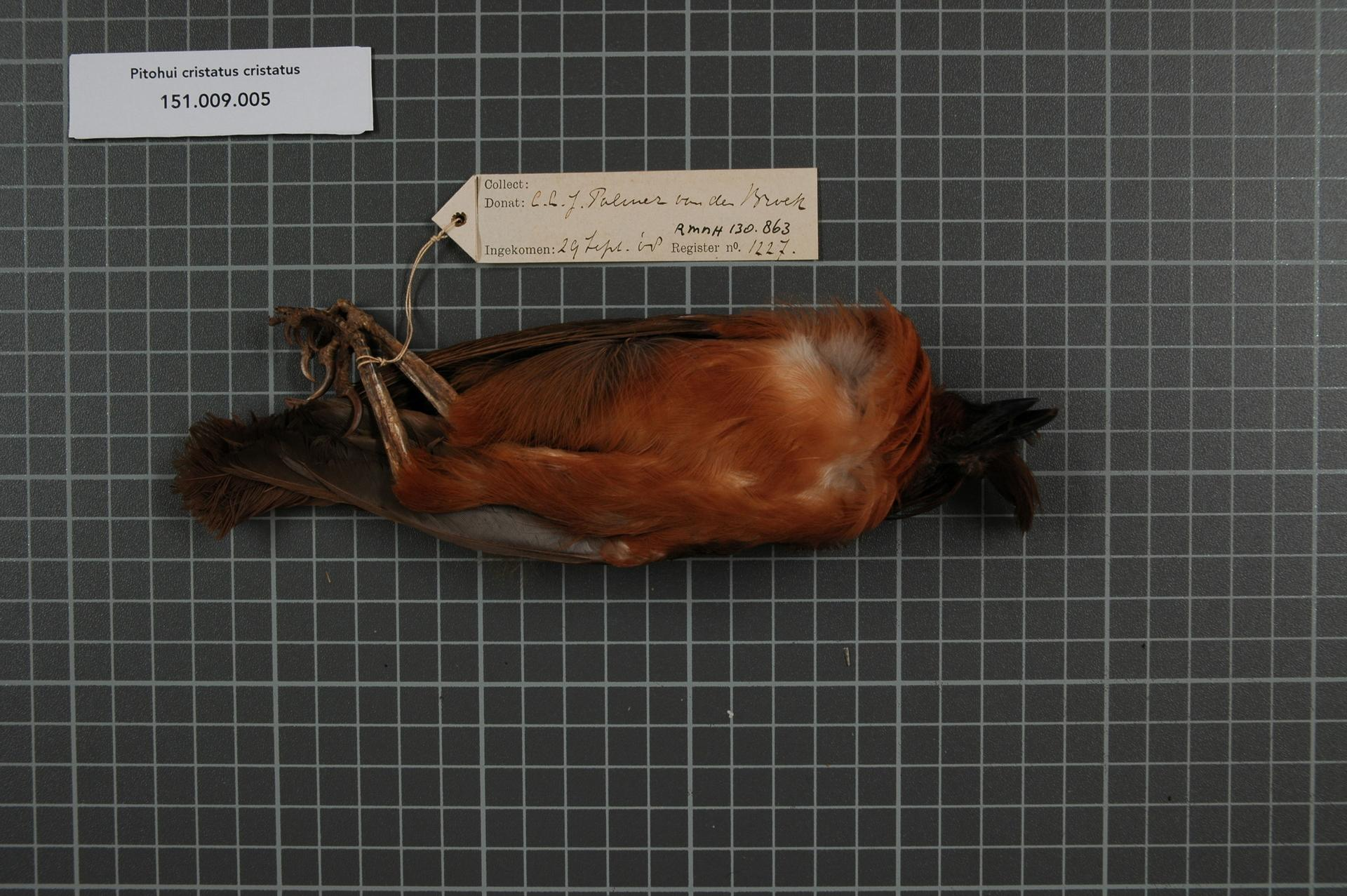
Visione ventrale di esemplare impagliato.

### Dimensioni
Misura 25–26 cm di lunghezza, per 78-111 g di peso.

### Aspetto
Si tratta di uccelli dall'aspetto robusto, muniti di testa squadrata con forte becco dalla punta adunca, ali appuntite, zampe forti e coda di media lunghezza e dall'estremità squadrata. Caratteristica di questi uccelli (alla quale devono il nome scientifico) è la presenza di penne frontali allungate ed erettili, le cui punte a riposo raggiungono la nuca. Nel complesso, questi uccelli hanno un aspetto vagamente simile a quello di un tordo.
Il piumaggio è di colore bruno-ruggine scuro su faccia (dove si scurisce sfumando nel nerastro fra gli occhi e il becco, andando a formare una mascherina), fronte e vertice, mentre il resto della testa, la gola e la parte superiore del petto sono di color rosso vinaccia, il ventre ed i fianchi sono di colore arancio-rossiccio e dorso, ali e coda sono di colore bruno con sfumature color cannella, con tendenza a scurirsi su queste ultime due parti, divenendo bruno-nerastro.
Il becco e le zampe sono di colore nerastro, mentre gli occhi sono di colore bruno scuro.

## Biologia
Si tratta di uccelli diurni, che vivono da soli o in coppie, talvolta associandosi a stormi misti con altre specie di uccelli: questi animali si muovono soprattutto fra i cespugli, scendendo raramente al suolo ma ancor più raramente salendo nella canopia.
Il loro richiamo è alto e formato da una successione continua di due sillabe zufolate, simili al rintocco di una campana.

### Alimentazione
Il pitoui crestato è un uccello insettivoro, la cui dieta si compone perlopiù di insetti ed altri piccoli invertebrati, reperiti ispezionando le foglie ed i rami.

### Riproduzione
Mancano informazioni sulla riproduzione di questa specie: tuttavia, si ritiene che essa non differisca significativamente, per modalità e tempistica, da quanto osservabile in altre specie simili.

## Distribuzione e habitat
La specie è endemica della Nuova Guinea, della quale popola le aree pedemontane della penisola di Doberai, la fascia costiera settentrionale fino al confine fra Irian Jaya e Papua Nuova Guinea, la fascia pedemontana dell'asse montuoso centrale e l'area del basso corso del Fly River.
L'habitat di questi uccelli è rappresentato dalla foresta pluviale primaria di pianura e pedemontana, fino a 1300 m di quota.

## Tassonomia
Sebbene alcuni autori riconoscano una sottospecie arthuri della Nuova Guinea centrale e kodonophoros ad est della provincia degli Altopiani del Sud, la specie viene considerata monotipica.